# Sinquefield Cup 2016
El Sinquefield Cup 2016 va ser un torneig d'escacs que va tenir lloc a Sant Louis (Estats Units) entre el 4 i el 16 d'agost de 2016. Les dates foren canviades per no coincidir amb la Olimpíada de Baku. La Sinquefield Cup és un dels torneigs del segon Grand Chess Tour. Vladímir Kràmnik es retirà del torneig per problemes de salud, i el substituí Piotr Svídler.
La bossa de premis ascendí a 300.000 dòlars, dels quals 75.000$ foren pel primer classificat. El ritme de joc fou de 120 minuts per 40 primers moviments seguit de 60 minuts més per a la resta de la partida amb 30 segons addicionals per a cada moviment començant a la jugada 41. En cas d'empat, es jugaria dues partides a ritme ràpid (10 minuts més 5 segons d'increment des de la primera jugada) seguit de dues partides a ritme llampec (5 minuts + 2 segonds d'increment) si l'empat persistia. Si encara continua havent-hi empat, el guanyador es resoldria amb una partida Armageddon.
El 14 d'agost de 2016, Wesley So guanyà el torneig amb 5½ punts de 9 (+2-0=7), per davant dels excampions del món Vesselín Topàlov i Viswanathan Anand, i dels anterior guanyadors Levon Aronian i Fabiano Caruana.

## Classificació
|    | Jugador                         | Elo  | 1 | 2 | 3 | 4 | 5 | 6 | 7 | 8 | 9 | 10 | Punts | Victòries | SB    | TPR  | Punts del Tour |
| -- | ------------------------------- | ---- | - | - | - | - | - | - | - | - | - | -- | ----- | --------- | ----- | ---- | -------------- |
| 1  | Wesley So (Estats Units)        | 2771 | * | ½ | 1 | ½ | ½ | 1 | ½ | ½ | ½ | ½  | 5½    | 2         | 24.50 | 2859 | 13             |
| 2  | Levon Aronian (Armènia)         | 2792 | ½ | * | ½ | ½ | ½ | 1 | 0 | ½ | 1 | ½  | 5     | 2         | 21.75 | 2820 | 7.75           |
| 3  | Vesselín Topàlov (Bulgària)     | 2761 | 0 | ½ | * | ½ | ½ | ½ | ½ | 1 | 1 | ½  | 5     | 2         | 21.00 | 2823 | 7.75           |
| 4  | Viswanathan Anand (Índia)       | 2770 | ½ | ½ | ½ | * | ½ | ½ | 1 | ½ | ½ | ½  | 5     | 1         | 22.25 | 2822 | 7.75           |
| 5  | Fabiano Caruana (Estats Units)  | 2807 | ½ | ½ | ½ | ½ | * | ½ | ½ | ½ | ½ | 1  | 5     | 1         | 21.50 | 2818 | 7.75           |
| 6  | Hikaru Nakamura (Estats Units)  | 2791 | 0 | 0 | ½ | ½ | ½ | * | ½ | 1 | ½ | 1  | 4½    | 2         | 18.50 | 2777 | 4.5            |
| 7  | Maxime Vachier-Lagrave (França) | 2819 | ½ | 1 | ½ | 0 | ½ | ½ | * | ½ | ½ | ½  | 4½    | 1         | 20.25 | 2774 | 4.5            |
| 8  | Ding Liren (Xina)               | 2755 | ½ | ½ | 0 | ½ | ½ | 0 | ½ | * | 1 | ½  | 4     | 1         | 17.50 | 2738 | 3              |
| 9  | Piotr Svídler (Rússia)          | 2751 | ½ | 0 | 0 | ½ | ½ | ½ | ½ | 0 | * | 1  | 3½    | 1         | 15.25 | 2701 | 2              |
| 10 | Anish Giri (Països Baixos)      | 2769 | ½ | ½ | ½ | ½ | 0 | 0 | ½ | ½ | 0 | *  | 3     | 0         | 14.50 | 2654 | 1              |